# Спрінг-Гоуп (Північна Кароліна)
Спрінг-Гоуп (англ. Spring Hope) — місто (англ. town) в США, в окрузі Неш штату Північна Кароліна. Населення — 1309 осіб (2020).

## Географія
Спрінг-Гоуп розташований за координатами 35°56′39″ пн. ш. 78°6′32″ зх. д. / 35.94417° пн. ш. 78.10889° зх. д. (35.944126, -78.108966).  За даними Бюро перепису населення США в 2010 році місто мало площу 3,92 км², уся площа — суходіл.

## Демографія
Згідно з переписом 2010 року, у місті мешкало 1320 осіб у 642 домогосподарствах у складі 330 родин. Густота населення становила 337 осіб/км².  Було 722 помешкання (184/км²).
Расовий склад населення:
| - 47,0 % — чорних або афроамериканців - 46,9 % — білих - 0,7 % — корінних американців - 0,5 % — азіатів - 3,3 % — осіб інших рас |

До двох чи більше рас належало 1,7 %. Частка іспаномовних становила 4,2 % від усіх жителів.
За віковим діапазоном населення розподілялося таким чином: 20,2 % — особи молодші 18 років, 55,6 % — особи у віці 18—64 років, 24,2 % — особи у віці 65 років та старші. Медіана віку мешканця становила 47,1 року. На 100 осіб жіночої статі у місті припадало 76,7 чоловіків;  на 100 жінок у віці від 18 років та старших — 74,8 чоловіків також старших 18 років.
Середній дохід на одне домашнє господарство  становив 34 481 долар США (медіана — 24 167), а середній дохід на одну сім'ю — 46 924 долари (медіана — 43 145). Медіана доходів становила 29 125 доларів для чоловіків та 29 485 доларів для жінок. За межею бідності перебувало 29,2 % осіб, у тому числі 34,8 % дітей у віці до 18 років та 27,9 % осіб у віці 65 років та старших.
Цивільне працевлаштоване населення становило 471 особа. Основні галузі зайнятості: освіта, охорона здоров'я та соціальна допомога — 29,5 %, публічна адміністрація — 14,9 %, виробництво — 12,7 %, транспорт — 11,9 %.